# Академія футболу СК «Київ»
Академія футболу Спортивний Клуб «Київ», або АФСК «Київ» — український футбольний клуб з Києва.

## Назва
- 2017—2020 — «Чемпіон»
- 2020 — АФСК «Київ»

## Стадіон
Як домашній стадіон команди заявлений «Urban Sity Sport Arsenal» (колишній стадіон заводу «Арсенал») в Києві, однак, на період його реконструкції клуб проводить домашні матчі на міському стадіоні у Вишневому.

## Досягнення
Друге місце в першій лізі чемпіонату Києво — Святошинського району (2020), вихід у півфінал Меморіалу Олега Макарова (2021).

## Головні тренери
- Анатолій Сидоренко (2020—2021)
- В'ячеслав Нівінський (2021—н.в.)